# Lancia Dilambda
El Lancia Dilambda es un automóvil de turismo fabricado por la marca italiana Lancia entre 1928 y 1935.
Lancia presentó el Dilambda en el Salón del Automóvil de París de 1929. Este modelo es una versión modificada del Lambda, para llegar a una cliente más exigente. El Dilambda está propulsado por un 8 cilindros en V de 4 litros de cilindrada capaz de erogar cerca de 100 hp de potencia a 3800 rpm con una velocidad máxima de 120 km/h. La dilamba se construyó hasta 1935, con una producción total de 1685 ejemplares.

## Galería

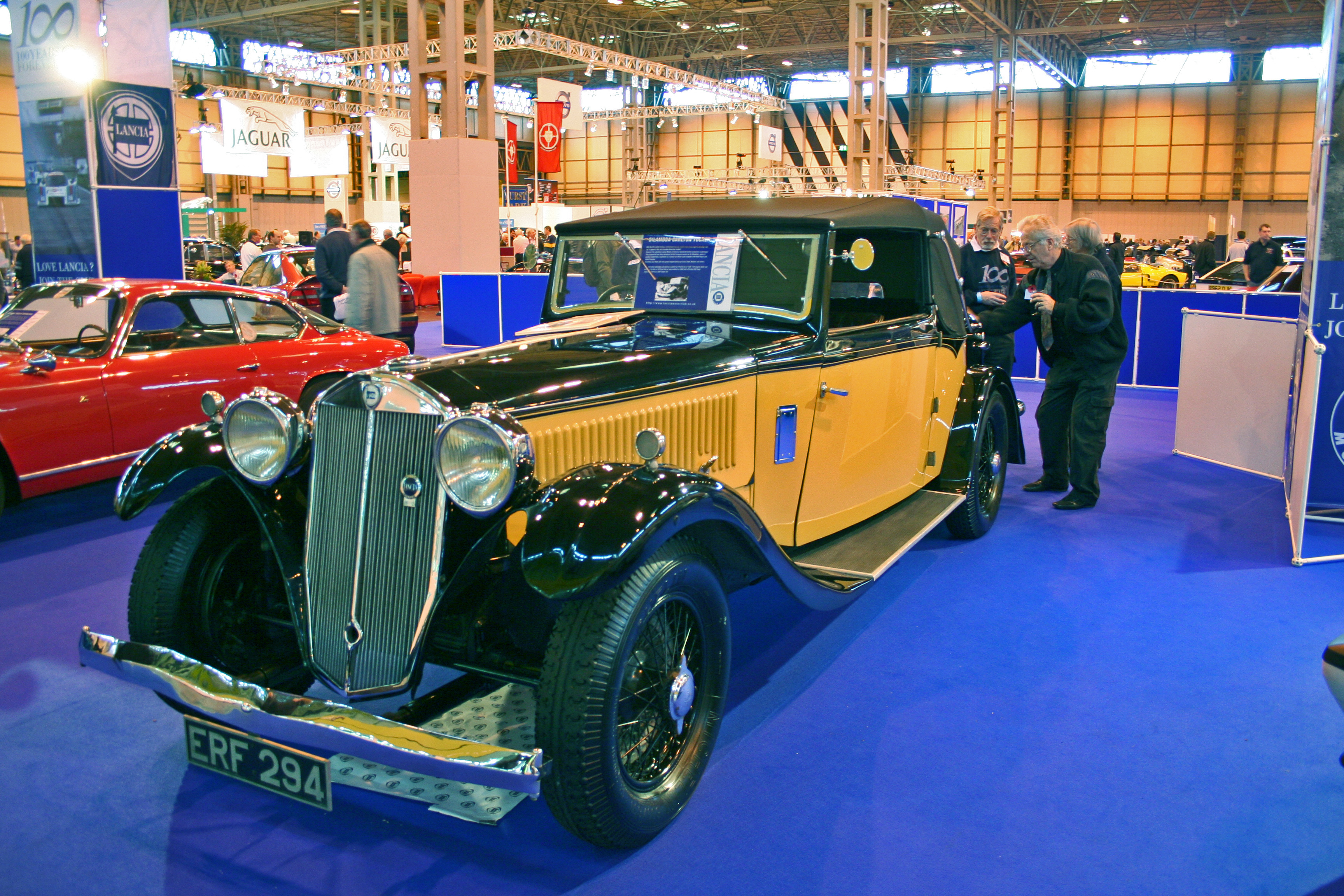
Lancia Dilambda 1930..
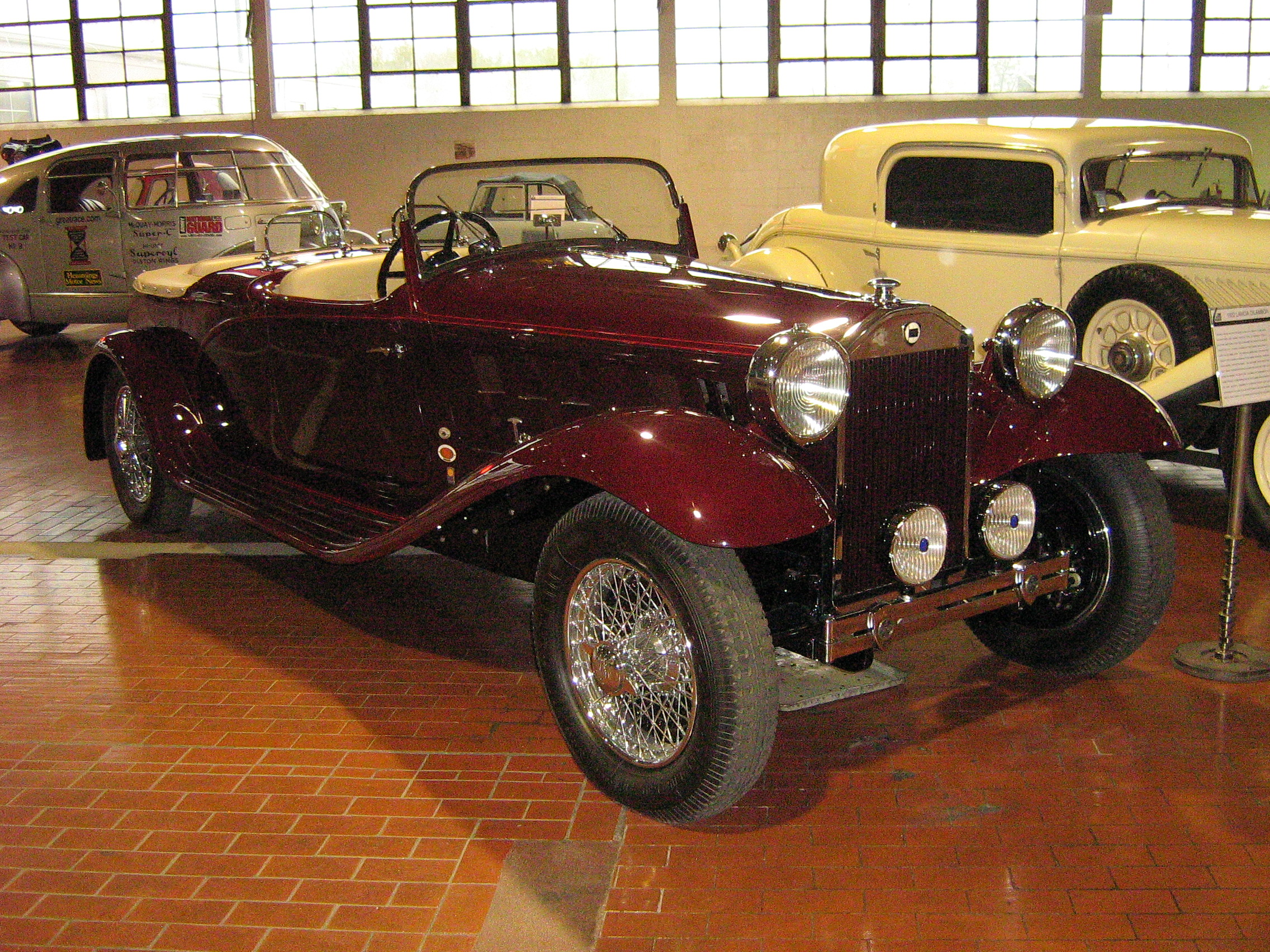
Lancia Dilambda 1932..
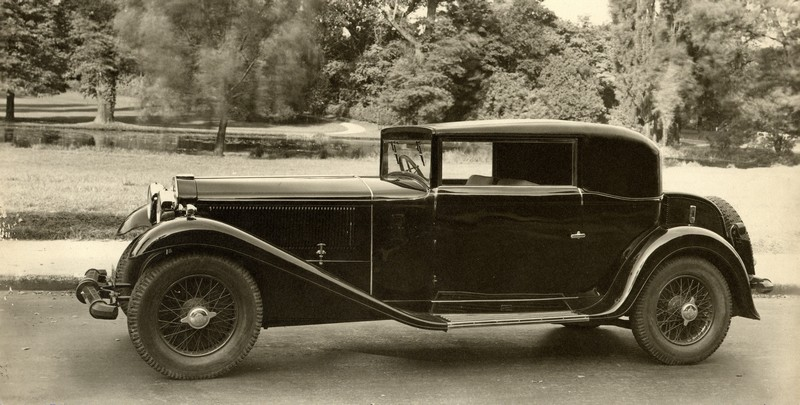
Lancia Dilambda 1928..